# Couteron
Pour les articles homonymes, voir Couteron (homonymie).
Couteron est un hameau de la commune d'Aix-en-Provence, qui dépend du village de Puyricard, auquel il est rattaché paroissialement depuis la Révolution française, avec la commune de Venelles.
Il appartient au canton d'Aix-en-Provence-Nord-Est et à la paroisse de Puyricard.

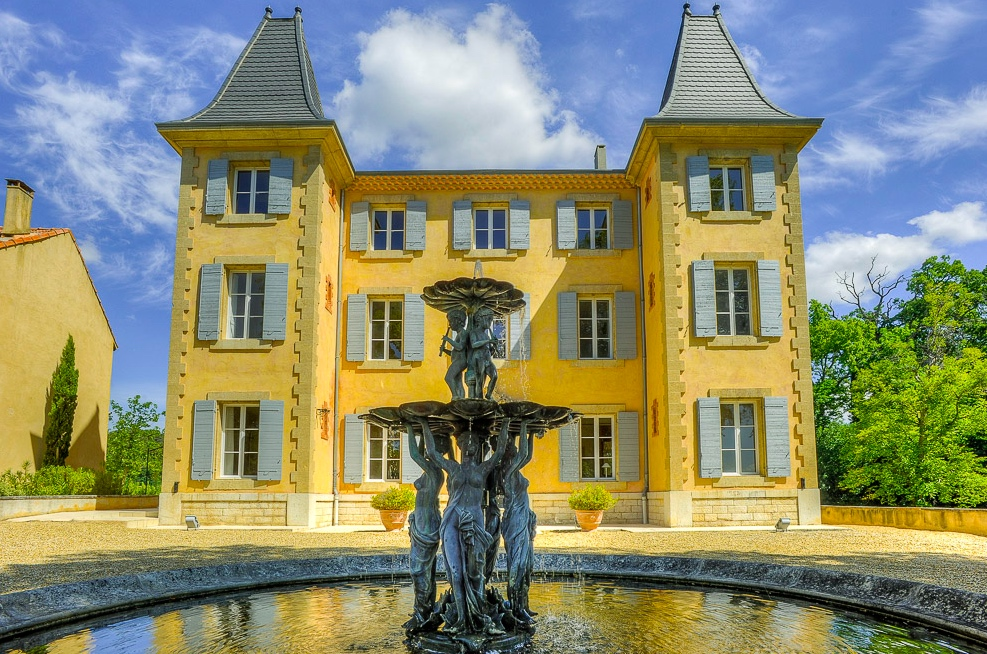
Château de La Brillanne.

Couteron possède une école communale publique. Il abrite également deux domaines viticoles, le domaine de la Brillane et le château Levesque.

## Histoire
Alors que la campagne aux alentours de Puyricard semble désertée entre le milieu du XIVe siècle et celui du XVe siècle, et qu'aucune trace de son centre ancien ne persiste, ses habitants, comme ceux des fermes environnantes, sont partis pour la ville d'Aix. Pour autant, les terres ne cessent pas d'être cultivées. Ainsi, en 1428, une vingtaine d'habitants d'Aix possèdent une terre qu'ils exploitent à Puyricard. Dès cette époque se développent des hameaux périphériques à Puyricard et englobés dans la même paroisse ; Couteron et Pontès en sont les principaux exemples. 
Couteron se développe alors et compte 124 habitants en 1820.
En mai 1927, après une délibération mucipale, l'électricité fait son apparition au hameau, suivi d'une cabine téléphonique, et une arrivée en eau potable des hameaux de Fontrousse et Couteron.
En 1935, on y trouve une école mixte et la paroisse de Notre-Dame de Couteron compte 244 paroissiens.

## Patrimoine

### Église de l'Immaculée-Conception

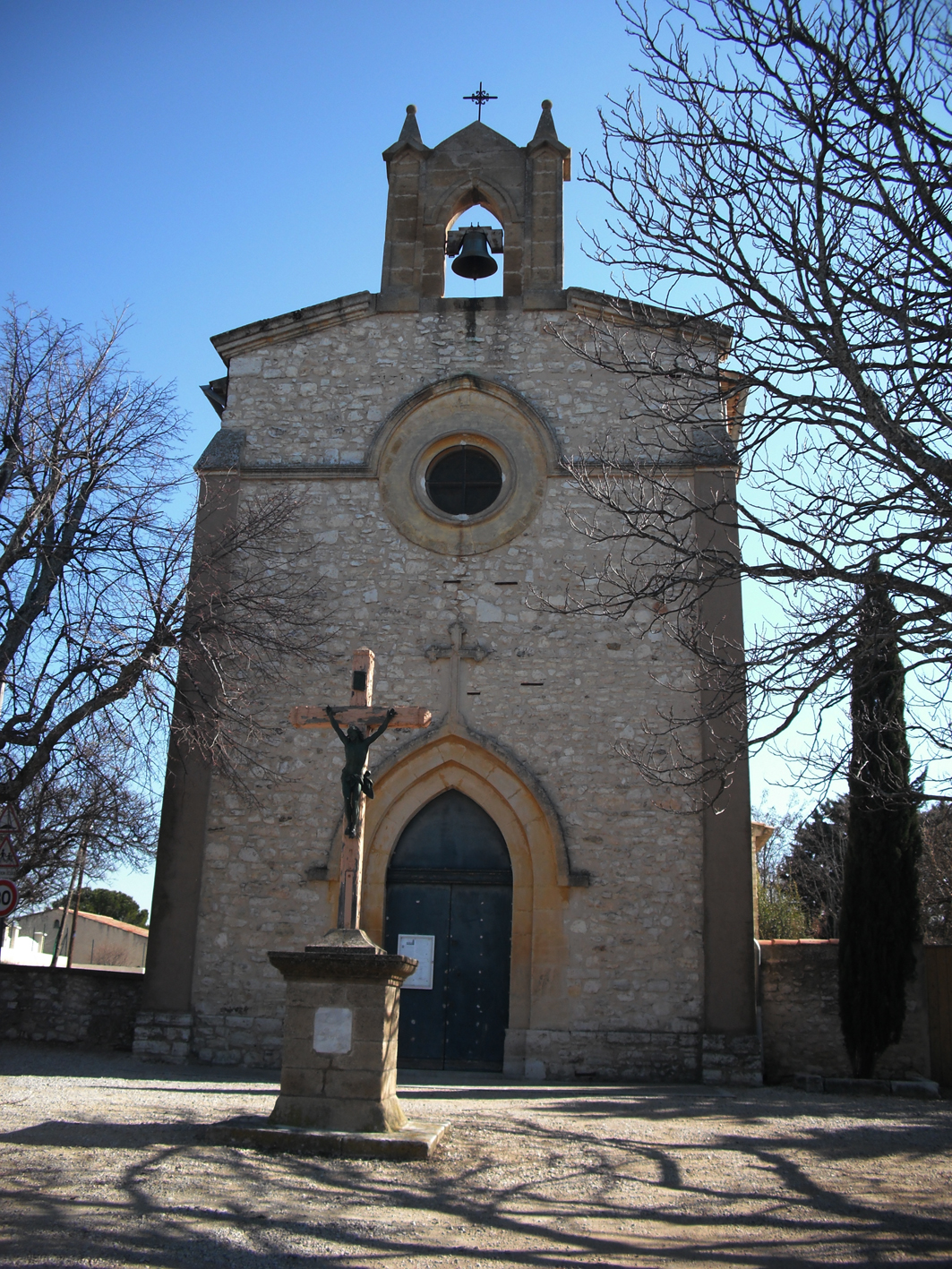
Église de l'Immaculée-Conception.

L'église de Couteron, connue sous le vocable d'église de l'Immaculée-Conception, est située à égale distance entre Couteron et le hameau de Fontrousse qu'elle dessert également. Elle se trouve à l'intersection de la rue Yvette-Bonnard, artère principale du village, et le chemin de Fontrousse. Sur sa façade trône une statue de la Vierge dont André Hamon dit qu'« elle domine toute la plaine ».

### Château de La Brillanne
Propriété atypique de la région, la construction d'origine du Château de La Brillanne date du XVe siècle. Au cours des siècles, des remaniements successifs ont modifié le bâtiment d'origine. À la fin du XIXe siècle, La Brillanne alors bastide traditionnelle avec son toit à quatre pentes, va connaitre une véritable révolution architecturale : l'ajout de quatre tours aux quatre angles du bâtiment. Depuis 1894, La Brillanne est dotée d'une architecture atypique pour la région provençale.

### Patrimoine archéologique
Plusieurs découvertes archéologiques ont été faites à Couteron depuis la fin du XIXe siècle. Un site du Haut-Empire y a été reconnu mais on en ignore la fonction. Peut-être s'agit-il d'une villa. Des vestiges gallo-romains ont aussi été découverts près de l'ancienne chapelle de Couteron. Ils contenaient notamment des fragments de sigillée sud-gauloise, un fragment d'amphore gauloise, un anneau en terre cuite et des fragments de verres décorés de godrons.
En 1981, des structures bâties ont aussi été trouvées à Couteron, à l'ouest de l'école. Un sol en béton de 30 centimètres de profondeur et deux murs délimitant l'angle d'une pièce ont été mis au jour. On a trouvé à l'occasion les restes d'un égout. Ces vestiges ont depuis été détruits.
Enfin, à 200 mètres au nord de l'église de Couteron ont été trouvés des restes maçonnés d'époque romaine. Ils étaient accompagnés d'objets que l'on a estimés entre le Ier siècle et le IVe siècle. Une hache polie, sans doute utilisée dans un but prophylactique, a notamment été découverte en cette circonstance.

## Environnement
Le village de Couteron possède une micro-station de traitement des eaux du Verdon visant à une consommation locale.